# 10-es busz (Budapest, 2007–2008)
A budapesti 10-es jelzésű autóbusz a Dísz tér és a Moszkva tér (Várfok utca) között közlekedett a Budai Várnegyedben. A viszonylatot a Budapesti Közlekedési Zrt. üzemeltette.

## Története
2007. június 1-jétől a Várbusz 10-es jelzéssel közlekedett a Dísz tér és a Moszkva tér (Várfok utca) között. 2008. szeptember 6-án, az új paraméterkönyv bevezetésével jelzése 16A-ra változott.

## Útvonala
| Moszkva tér (Várfok utca) felé | Dísz tér felé |
| --- | --- |
| Dísz tér vá. – Tárnok utca – Szentháromság tér – Hess András tér – Fortuna utca – Bécsi kapu tér – Ostrom utca – Várfok utca – Moszkva tér (Várfok utca) vá. | Moszkva tér (Várfok utca) vá. – Várfok utca – Ostrom utca – Bécsi kapu tér – Petermann bíró utca – Kapisztrán tér – Országház utca – Szentháromság tér – Tárnok utca – Dísz tér vá. |

## Megállóhelyei
| 0 | Moszkva tér (Várfok utca) végállomás | 4 | 5, 22, 22, 28, 39, 56, 90, 90A, 110, 128, 149, 156, 158, 190 4, 6, 18, 56, 59, 61 |
| 1 | Mátray utca                          | 3 | 110                                                                               |
| 2 | Bécsi kapu tér                       | 2 | 110                                                                               |
| 3 | Kapisztrán tér                       | ∫ | 110                                                                               |
| 3 | Szentháromság tér                    | 1 | 110                                                                               |
| 4 | Dísz tér                             | ∫ | Budavári sikló 16, 110                                                            |
| 4 | Dísz tér végállomás                  | 0 | Budavári sikló 16, 110                                                            |